# هنريك شنايدر
هنريك شنايدر (بالمجرية: Schneider Henrik)‏ هو مجدف مجري، ولد في 5 فبراير 1969 في بودابست في المجر.

## وصلات خارجية
- هنريك شنايدر على موقع الاتحاد الدولي للتجديف (الإنجليزية)
- هنريك شنايدر على موقع اللجنة الأولمبية الدولية (الإنجليزية)
- هنريك شنايدر على موقع أوليمبيديا (الإنجليزية)